# Melitulias graphicata
Melitulias graphicata là một loài bướm đêm trong họ Geometridae.